# Brønnøy
Brønnøy este comună din provincia Nordland, Norvegia.